# Midnight Syndicate
Midnight Syndicate är en amerikansk musikgrupp bildad 1997. De gör soundtrackliknande musik med gothic rock-influenser.  De primära bandmedlemmarna är Edward Douglas and Gavin Goszka.

## Diskografi

### Studioalbum
- 1997 – Midnight Syndicate
- 1998 – Born of the Night
- 2000 – Realm of Shadows
- 2001 – Gates of Delirium
- 2002 – Vampyre
- 2003 – Dungeons & Dragons
- 2005 – The 13th Hour
- 2008 – The Dead Matter: Cemetery Gates
- 2011 – Carnival Arcane
- 2013 – Monsters of Legend
- 2015 – Christmas: A Ghostly Gathering

### Filmljud
- 2008 – The Rage: Original Motion Picture Soundtrack
- 2010 – The Dead Matter: Original Motion Picture Soundtrack
- 2013 – Axe Giant the Wrath of Paul Bunyan: Original Motion Picture Soundtrack

### Samlingsalbum
- 2006 – Out of the Darkness (Retrospective: 1994–1999)
- 2010 – Halloween Music Collection

### Samverkandealbum
- 2010 – The Dark Masquerade with Destini Beard
- 2012 – A Time Forgotten with Destini Beard